# Pizza (bài hát)
"Pizza" là một bài hát của DJ người Hà Lan và nhà sản xuất Martin Garrix.

## Bảng xếp hạng
| Bảng xếp hạng (2017)                          | Vị trí cao nhất |
| --------------------------------------------- | --------------- |
| Thụy Điển Heatseeker (Sverigetopplistan)      | 12              |
| Thụy Sĩ (Schweizer Hitparade)                 | 85              |
| Hoa Kỳ Hot Dance/Electronic Songs (Billboard) | 30              |